# William Froude
William Froude (Devon, 28 de novembro de 1810 — Simon's Town, 4 de maio de 1879) foi um engenheiro naval inglês.
Foi o primeiro a formular leis confiáveis sobre a resistência da água ao avanço de navios e predizendo a estabilidade dos mesmos.
Irmão de James Froude.